# Les Lucs-sur-Boulogne
Les Lucs-sur-Boulogne – miejscowość i gmina we Francji, w regionie Kraj Loary, w departamencie Wandea.
Według danych na rok 1990 gminę zamieszkiwało 2629 osób, a gęstość zaludnienia wynosiła 49 osób/km² (wśród 1504 gmin Kraju Loary Les Lucs-sur-Boulogne plasuje się na 195. miejscu pod względem liczby ludności, natomiast pod względem powierzchni na miejscu 62.).